# Río Jailova
El río Jailova (del ruso: Хайлова) es un río del krai de Krasnodar, en Rusia, afluente por la derecha del río Albashí. 

## Curso
Tiene 18 km de longitud. Nace 1 km al suroeste de Vostochni (raión de Starominskaya), en las llanuras de Kubán-Priazov y discurre en dirección oeste-suroeste, entrando en el raión de Kanevskaya sin atravesar ninguna localidad. En su curso inferior se encuentran Chapáyev y Novominskaya, donde desemboca en el Albashí.